# 李安修
李安修（Preston Lee，1964年4月18日—），台湾音乐制作人、填词人、影視投資人。

## 生平
1979年—1982年他就讀於臺北市立成功高級中學。1983年—1987年就讀於臺中市東海大學資訊科學系。

## 事業
娛樂事業管理工作歷任：
- 1991～1992    BMG 唱片                                      製作部經理/
- 1992～1993    華人事件 有限公司                                   創辦人 及合夥人/
- 1993～1995    中國娃娃音樂工作室                                  合夥人及音樂製作人/
- 1995～1996    藝能動音                                      總監/
- 1996～2002    BMG 唱片                                         大中華區 藝人及產品總監/
- 1998 ～今     灰熊厲害                                          創辦人/
- 1999～2004    在線上網絡公司“訐譙龍”                          創辦人及合夥人/
- 2002～2005    台灣加際有限公司，大耳牛有限公司                      行政總裁/
- 2002～ 今     超級娛樂                                          創辦人/
- 2005～2008    映藝音樂，台灣映藝媒體                              行政總裁/
- 2008～2014    香港東亞唱片                                  大中華區 高級副總裁/
- 2014～2025    映藝集團                                      行政總裁
- 2014～2025    夢造者娛樂                                    行政總裁

- 台灣詞曲作家著作權管理協會 CAST 發起人之一
- 台灣詞曲作家著作權管理協會 MUST發起人之一 及 第一，二屆理事。

參與大型演唱會的行政規劃統籌管理有：
- 2004 劉德華 VisionTour 2004/
- 2006 劉德華 幻影中國巡迴演唱會/
- 2007 劉德華 Wonderful World 香港演唱會/
- 2009 劉德華 中國巡迴演唱會/
- 2010 劉德華 Unforgettable Concert /
- 2011  劉德華 Unforgettable Concert  中國巡演及台灣/
- 2018 劉德華 MY LOVE 世界巡迴演唱會/
- 2025 劉德華 今天。。。is the day 台北演唱會/

參與電影出品包涵：
- 2013     “逗陣ㄟ”/
- 2015     “失孤”/
- 2015     “ 我的少女時代”/
- 2015     “解救吾先生”/
- 2016     “澳門風雲3”/
- 2016     “王牌逗王牌”/
- 2017      “拆彈專家”/
- 2017      “俠盜聯盟”/
- 2017      “追龍”/
- 2022       “我吃了那男孩一整年的早餐”/
- 2023       “速命道”/
- 2023       “進球吧 少年”/
- 2023。     “我的麻吉4個鬼” “看不見的朋友”/
- 2024。     “愛情城事”/ 第60屆金馬獎閉幕電影
- 2025。     “夜校女生”/

參與電視網劇包涵：
- 2018    FOX “東方華爾街”/
- 2020    韓劇 “在你視線停留的地方”/“Mr.Heart”/ “Wish you 你在我心中的旋律”/大中華區發行。
- 2021    韓劇 “柳書生的婚禮” 大中華區發行/
- 2022    Disney+ “台北女子圖鑑” 聯合出品/
- 2024    “妮波自由式” 聯合出品。Hami Video My video Friday Rakuten TV Heavenly/
- 2024    Netflix  “影后” 聯合出品/

## 作品
參與企劃製作統籌 中港台50多位藝人唱片
製作200多張唱片
創作300多首歌曲
中港台星馬80多個獎項

### 代表作
- 劉德華：《忘情水》、《天意》、《真永远》、《真的愛著你》、《如果天有情》、《因为爱》、《爱如此神奇》、《别说爱情苦》、《世界第一等》、《你是我的女人》(国)、《中国人》、《你別傻了》、《木鱼与金鱼》、《黑蝙蝠中队》、《练习》、《結婚進行曲》、《I Miss You》、《A Better Day》、《恭喜發財》、《再说一次我爱你》、《一个人》、《原来我有爱》、《Everyone is No.1》、《投名狀》；
- 梅艳芳：《女人花》、《别说爱情苦》、《床前明月光》
- 孟庭苇：《风中有朵雨做的云》
- 柯受良：《大哥》
- 徐若瑄：《不敗的戀人》
- 彭佳慧：《走在紅毯的那一天》
- 邰正宵：《千纸鹤》
- 蔡幸娟：《缘份》、《相爱容易相处难》、《两颗心四行泪》
- 吕方：《老情歌》
- 鍾鎮濤：《勇敢去愛》
- 陈明真：《我不是一个轻易放下感情的人》
- 鍾漢良：《OREA》、《在你身邊》、《奇蹟》、《親熱》、《Hello How Are You》
- 孫楠：《我們都是傷心人》、《愛在水火間》、《愛的生命》
- 關之琳：《今夜你會很寂寞嗎》、《你的眼睛》
- 關之琳、劉德華：《相約到永久》
- 陳小春：《求愛瞎拼摸（Shopping Mall）》《何必太認真》《黃豆》《難朋友》
- 王傑：《愛得太多》《愛你依然深似海》
- 古巨基：《忘了時間的鐘》《小指》
- 李克勤：《十字路口》
- 周俊偉：《我愛你》、《你別傻了》、《搶救愛情》
- 吳宗憲：《愛說笑的人》
- 劉錚：《老兵賣冰》
- 葉璦菱：《不能停止愛你》
- 于冠華：《自由鳥》
- 林依輪：《哎喲》
- 孫楠：《我們都是傷心人》
- 太極樂隊：《小雨落在我胸口》
- 鄭伊健：《心如刀割》
- 林青霞：《天地醉》
- 何家勁：《認真》
- SHE：《白色戀人》
- 陳美鳳：《叫我第一名》
- 金玉嵐：《每天都是一個人難過》
- 文章：《不讓你看見我哭泣》
- 4 in love：《fall in love》
- 陳耀川：《赤子心》
- 劉錫明：《一生只為一人醉》
- 郭富城：《你是我心中最愛的人》、《真的謝謝你》
- 許志安：《比翼雙飛》
- 任賢齊：《妻管嚴》
- 成龍：《謝謝一輩子》

等等

## 主要奖项
- 1986 台灣 第三屆大專創作歌謠大賽  總冠軍——《別人的心情》
- 1990 台灣 第二屆金曲獎 最佳作詞人得主——《老兵賣冰》
- 1994 台灣 第六屆金曲獎 最佳作詞人入圍——《忘情水》
- 1995 香港電台 十大中文金曲奖 優秀國語歌曲金獎——《忘情水》
- 1995 台灣 民生報 94年金曲龍虎榜 全年十大唱片銷量冠軍——《忘情水》
- 1995 台灣95年度金曲龍虎榜 十大唱片銷量第二名——《真永遠》
- 1995 台灣95年度金曲龍虎榜 十大唱片銷量第七名——《天意》
- 1996 香港電台 95年度十大中文金曲奖 全球華人至尊金曲——《真永遠》
- 1996 台灣 第七屆金曲獎 最佳製作人入圍——《真永遠》
- 1998 馬來西亞98動感321 最佳華語專輯——愛在刻骨銘心時》
- 1998 中央電視台第五屆中國音樂電視 海外及港台地區特別獎——《中国人》
- 1998 香港電台 97年度十大中文金曲奖 優秀國語歌曲金獎——《中國人》
- 1999 台灣中國時報 娛樂周報 98年度十大國語專輯——《愛在刻骨銘心時》
- 1999 台灣民生報 金曲龍虎榜 98年國語十大專輯——《愛在刻骨銘心時》
- 2000 香港電台 99年度十大中文金曲——木魚與金魚
- 2000 香港電台 99年優秀國語歌曲金獎——木魚與金魚
- 2003 香港2002年度四台聯頒(商業電台,新城電台,香港電台,TVB) 音樂大獎  大碟獎  監製獎——《美麗的一天》
- 2003 香港作曲家及作詞家協會 最廣泛演出國語歌曲獎——《練習》
- 2005 中國原創音樂流行榜 最優秀概念大碟——《再說一次我愛你》
- 2008 北京殘奧會 主題曲徵歌第一名 ——《Everyone is Number One》
- 2009 香港新城電台 國語力 年度最佳專輯獎 最佳製作人獎 ——《歌人》
- 2009 新城国语力颁奖礼 制作人奖[2]
- 2009 澳門回歸十週年歌曲 ——《澳門之歌》